# Regional Preferente de Navarra 1984-85
La temporada 1984-85 de Regional Preferente de Navarra era el quinto nivel de las Ligas de fútbol de España para los clubes de Navarra y La Rioja, por debajo de la Tercera División de España.

## Sistema de competición
Los 20 equipos en un único grupo, que se enfrentan a doble vuelta, una vez en casa y otra en el campo del equipo rival, todos contra todos.
El primer clasificado asciende directamente a la Tercera División. El segundo clasificado juega una eliminatoria a ida y vuelta contra el segundo clasificado de la Regional Preferente de Aragón. El ganador de esta eliminatoria también consigue el ascenso.
Los cuatro últimos clasificados descienden a Primera Regional de Navarra.

## Clasificación[1]
| Pos. | Equipo               | Pts. | PJ | G  | E  | P  | GF | GC | Dif. |                                              |
| ---- | -------------------- | ---- | -- | -- | -- | -- | -- | -- | ---- | -------------------------------------------- |
| 1    | A. D. Noáin (C, A)   | 55   | 38 | 22 | 11 | 5  | 66 | 37 | +29  | Ascenso a Tercera                            |
| 2    | C. D. Berceo         | 51   | 38 | 23 | 5  | 10 | 71 | 39 | +32  | Promoción de ascenso a Tercera               |
| 3    | Murchante F. C.      | 46   | 38 | 21 | 4  | 13 | 72 | 55 | +17  |                                              |
| 4    | C. D. Urroztarra     | 44   | 38 | 18 | 8  | 12 | 76 | 53 | +23  |                                              |
| 5    | Yagüe C. F.          | 43   | 38 | 18 | 7  | 13 | 66 | 54 | +12  |                                              |
| 6    | A. D. San Juan       | 42   | 38 | 17 | 8  | 13 | 73 | 57 | +16  |                                              |
| 7    | U. C. D. Burladés    | 41   | 38 | 16 | 9  | 13 | 50 | 46 | +4   |                                              |
| 8    | C. D. La Peña        | 40   | 38 | 15 | 10 | 13 | 54 | 60 | −6   |                                              |
| 9    | C. Haro Deportivo    | 39   | 38 | 14 | 11 | 13 | 42 | 47 | −5   |                                              |
| 10   | C. D. Iruña          | 38   | 38 | 14 | 10 | 14 | 69 | 74 | −5   |                                              |
| 11   | C. D. Valle de Egüés | 37   | 38 | 15 | 7  | 16 | 53 | 58 | −5   |                                              |
| 12   | C. D. Beti Onak      | 36   | 38 | 13 | 10 | 15 | 61 | 70 | −9   |                                              |
| 13   | C. At. River Ebro    | 35   | 38 | 11 | 13 | 14 | 51 | 48 | +3   |                                              |
| 14   | C. D. Sangüesa       | 35   | 38 | 13 | 9  | 16 | 50 | 49 | +1   |                                              |
| 15   | C. D. Baztán         | 35   | 38 | 13 | 9  | 16 | 47 | 53 | −6   |                                              |
| 16   | C. D. Zarramonza     | 34   | 38 | 13 | 8  | 17 | 41 | 57 | −16  |                                              |
| 17   | C. D. Ribaforada     | 32   | 38 | 11 | 10 | 17 | 61 | 69 | −8   | Descenso a Primera Regional                  |
| 18   | C. D. Azkoyen        | 30   | 38 | 11 | 8  | 19 | 54 | 69 | −15  | Descenso a Primera Regional                  |
| 19   | C. A. Valtierrano    | 27   | 38 | 11 | 5  | 22 | 57 | 79 | −22  | Descenso a Primera Regional                  |
| 20   | C. D. Ondalán        | 20   | 38 | 6  | 8  | 24 | 44 | 84 | −40  | El club no compite en la siguiente temporada |

 Fuente: www.futbol-regional.es

## Promoción de ascenso
| Equipo 1        | Agr. | Equipo 2     | Ida | Vuelta |
| --------------- | ---- | ------------ | --- | ------ |
| C. D. Calatayud | 2-3  | C. D. Berceo | 1-2 | 1-1    |

| Ida; 26 de mayo de 1985 | C. D. Calatayud | 1-2 | C. D. Berceo |  |  |

| Vuelta; 2 de junio de 1985 | C. D. Berceo | 1-1 (Global 3-2) | C. D. Calatayud |  |  |

| Asciende el C. D. Berceo |